# 김영 (골프 선수)
김영(1980년 2월 2일~)은 대한민국의 골프 선수이다. 1998년에 프로로 전향하여 한국 LPGA 투어에서 5회 우승했다.